# Club Nintendo
Club Nintendo was het Nintendo-spaarsysteem waarmee men sterren kon verzamelen om producten aan te schaffen.

## Publicatie
Club Nintendo is in 1989 begonnen als een tijdschrift. Als je een spelcomputer van Nintendo kocht, waaronder NES, GameBoy, SNES en Nintendo 64 kon men door een adres door te geven een tijdschrift ontvangen middels een abonnement. Het laatste Nintendo Club-magazine abonnement is in Duitsland afgesloten in augustus van 2002.

## Sterpunten
Gebruikers konden aan zogenaamde "sterpunten" komen door bij de games die uitgegeven zijn door Nintendo een kraskaartje te krassen. Als je het spul weggekrast hebt dan komt er een code zichtbaar. Deze code voerde je in op de Club Nintendo-website en daarvoor kreeg je sterpunten. Je kon ook sterpunten verdienen als je je aanmeldde bij Club Nintendo, een Wii, Wii U, Nintendo DS of een Nintendo 3DS kocht. Verder was het ook mogelijk dat je sterpunten krijgt op je verjaardag en als je enquêtes hebt ingevuld.

## Waarde van artikelen
Het aantal punten dat men krijgt is afhankelijk van de prijs van het gekochte artikel.
1. Aanmeldingsbonus op de website: tot 1250 sterpunten (hangt af van de eerst geregistreerde code)
2. Aanschaf van het Wii of Wii U-systeem: 1000 sterpunten
3. Aanschaf van een Nintendo 3DS-stysteem: 750 sterpunten
4. Aanschaf van een Nintendo DS, Nintendo DS Lite, Nintendo DSi-systeem of een Nintendo DSi XL-systeem: 500 sterpunten
5. Een spel waarvan de verwachte verkoopprijs minder bedraagt dan € 29: 100 sterpunten
6. Een spel waarvan de verwachte verkoopprijs tussen de € 30 en € 49 ligt: 200 sterpunten
7. Een spel waarvan de verwachte verkoopprijs meer bedraagt dan € 49: 250 sterpunten

## Verkrijgbare items
De onderstaande dingen hebben in het verleden op de website van Club Nintendo gestaan:
- Bureaubladachtergronden
- Spellen
- Abonnement op tijdschrift
- Accessoires
- Ansichtkaart
- Boekenlegger
- Bonusdisc

- Cd
- Certificaat
- Clip-art pakket
- Decoratie
- Kalender
- Kleding
- Mobiele telefoon (achtergrond)

- Mobiele telefoon (ringtone)
- Naamplaat
- Opstrijk-T-shirtsjabloon
- Personal Cards
- Poster
- Print-en-Bouwkit
- Printen game

- Screensaver
- Sleutelhanger
- Stickers
- Tas
- Game & Watch: Ball
- T-shirts
- Special items*
- Wii-points, Nintendo DSi-Points (Nu bekend als Nintendo Points)

Er zat veel verschil tussen de prijzen voor artikelen; zo waren enkele wallpapers al te krijgen voor 50 sterren, terwijl fysieke prijzen, zoals een GameCube-pakket, op kunnen lopen tot 10.000 sterren. Had je eenmaal de aankoop gedaan, dan voerde je je gegevens in en afhankelijk van je product zul je het thuis ontvangen of toegemaild krijgen.
* Special Items zijn items die slechts enkele keren zult kunnen kopen of voor veel sterren verkrijgbaar zijn. Zo is er een zeldzaam beeldje van Link, was er een keer Pac-Pix styles (normaal alleen in Japan verkrijgbaar), en meer dingen.

## Wii
De Club Nintendo-account was ook te koppelen aan de Wii via het winkelkanaal, hiermee kon je je sterren inwisselen voor Wii Points waar je weer Virtual Console-spellen en WiiWare-spellen mee kunt kopen. De omruilverhouding was 4:1, dit betekent dat je 4 sterren inruilt tegen 1 Wii Point. Deze omruilverhouding kan gebruikt worden in veelvouden van 100 Wii Points.